# Salangana de Guam
La salangana de Guam (Aerodramus bartschi) és una espècie d'ocell de la família dels apòdids (Apodidae) que habita l'illa de Guam, a les Carolines.